# Adam Le Fondre
 Glenville Adam James le Fondre (* 2. Dezember 1986 in Stockport), bekannt als Adam Le Fondre, ist ein englischer Fußballspieler, der zuletzt bei Hibernian Edinburgh in Schottland unter Vertrag stand. In seiner Karriere spielte der klassische Neuner bereits in England, Australien, Indien und Schottland und war dabei stets durch seine hohe Torquote erfolgreich.

## Karriere
Der in Stockport, Greater Manchester, geborene Le Fondre begann seine Karriere bei Stockport County, wo er das Jugendsystem des Vereins durchlief. Sein Debüt in der ersten Mannschaft gab er am 28. September 2004 im Alter von 17 Jahren gegen den FC Bury in der Football League Trophy und erzielte beim 3:1-Sieg in der Verlängerung das dritte Tor. Nach einem weiteren Einsatz in diesem Wettbewerb bei einer 0:2-Niederlage gegen den AFC Wrexham im November 2014, spielte Le Fondre im selben Monat zum ersten Mal in einem Ligaspiel seines Heimatvereins. Bei der 0:3-Niederlage im Drittligaspiel gegen Sheffield Wednesday wurde er in der 69. Minute für Stuart Barlow eingewechselt. Am 27. November 2014 stand er gegen den FC Walsall erstmals in der Startelf in einem Ligaspiel. In der Saison 2004/05 hatte Stockport mit Sammy McIlroy, Mark Lillis, Chris Turner und Jim Gannon vier verschiedene Trainer. Le Fondre kam ab Februar 2005 regelmäßig unter Jim Gannon zum Einsatz. Stockport stieg jedoch als Tabellenletzter in die vierte Liga ab. Le Fondre konnte in dieser Spielzeit nach seinem Debüttor gegen Port Vale am 12. Februar, drei weitere Tore folgen lassen und hatte in seiner ersten Saison als Profi in 20 Partien vier Tore erzielt.
Die Saison 2005/06 endete fast mit dem Abstieg in die National League. Le Fondre traf in 22 Spielen siebenmal, davon zwei Doppelpacks gegen Grimsby Town und den Bristol Rovers. In der darauf folgenden Spielzeit 2006/07 gelangen ihm am 16. September 2006 vier Tore in einem Spiel gegen Wrexham. Bis zum Jahresende 2007 traf er für Stockport in 15 Viertligaspielen sechsmal.

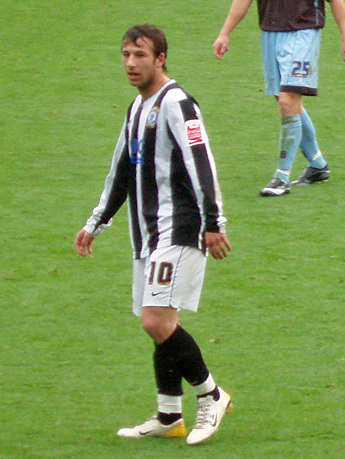
Le Fondre im Trikot von Rochdale

Le Fondre wechselte während des Transferfensters im Januar 2007 auf Leihbasis von Stockport zum AFC Rochdale und erzielte bei seinem Debüt, einem 5:0-Sieg gegen MK Dons zwei Tore. Nach vier Toren in sieben Spielen kehrte er im März 2007 zurück nach Stockport. Am 2. Juli 2007 einigte sich Rochdale mit Stockport auf eine nicht genannte Ablösesumme für Le Fondre und er unterzeichnete am Tag danach einen Dreijahresvertrag. Nach seiner festen Verpflichtung von Rochdale zeigte sich der Stürmer sehr Treffsicher und erzielte in allen 46 Ligaspielen 16 Tore darunter einen Hattrick gegen Accrington Stanley. Als bester Torschütze der Mannschaft verhalf er dieser zum Erreichen der Aufstieg-Play-offs. Ausgerechnet im Finalspiel im Wembley-Stadion verlor gegen seinen vorherigen Jugendverein aus Stockport mit 2:3.
In der Saison 2008/09 kam Le Fondre auf 44 Ligaspiele und 18 Tore, darunter einen Hattrick gegen den FC Barnet und zweifache Torerfolge gegen den FC Chester und Bradford City. Er erreichte mit dem Verein erneut die Aufstieg-Play-offs, und schied im Halbfinale gegen den späteren Aufsteiger FC Gillingham aus.
Im 2009 einigte sich Ligakonkurrent Rotherham United mit Rochdale auf eine Ablösesumme für den Stürmer, und Le Fondre unterschrieb einen Dreijahresvertrag. Le Fondre machte bei seinen ersten Einsatz, einem 2:1-Sieg gegen Grimsby Town direkt sein erstes Tor. Bei seinem Heimdebüt gegen seinen ehemaligen Verein aus Rochdale erzielte er erneut ein Tor. Auch an den beiden folgenden Spieltagen traf er. Zwischen dem 19. September 2009 und 10. Oktober traf er an fünf aufeinanderfolgenden Spieltagen. Le Fondre wurde im Verlauf der Saison 2009/10 viermal für die Auszeichnung „League Two Player of the Month“ nominiert, konnte jedoch nicht gewinnen. Er wurde jedoch zusammen mit seinen Rotherham-Kollegen Ian Sharps und Nicky Law in die League Two-Mannschaft des Jahres gewählt. Le Fondre erzielte im Halbfinalspiel der Aufstieg-Play-offs gegen Aldershot Town ein Tor, als Rotherham insgesamt mit 3:0 als Sieger hervorging. Das Finale gegen Dagenham & Redbridge wurde mit 2:3 verloren. Le Fondre beendete die Saison mit 25 Toren und wurde zweiter hinter Lee Hughes in der Torjägerliste.
In der Football League Two 2010/11 gelang ihm für Rotherham am 21. August 2010 gegen Cheltenham Town sein zweiter Vierpack seiner Karriere. Er zeigte sich über die gesamte Spielzeit sehr Treffsicher und konnte 45 Ligaspielen 23 Tore erzielen. Damit wurde er zusammen mit Craig Davies vierter in der Torschützenliste. Mit Rotherham verpasste der die Aufstiegs-Play-offs als Tabellenneunter um zwei Punkte.
Die Saison 2011/12 startete mit vier Toren an den ersten vier Spieltagen für Le Fondre. Danach wechselte er für eine Ablösumme von ca. 300.00 Pfund zum Zweitligisten FC Reading. Sein erstes Tor für Reading erzielte er am 17. September 2011 bei einem 2:0-Sieg gegen die Doncaster Rovers. Sein zweites Tor für den Verein war zwei Wochen später bei einem 3:2-Auswärtssieg gegen Bristol City. Seinen ersten von insgesamt drei Doppelpacks für Reading in seiner ersten Saison erzielte er am 18. Oktober 2011 gegen Derby County. Er beendete eine Serie von sieben Spielen ohne Tor, als er am 14. Januar 2012 beim 2:1-Auswärtssieg gegen den FC Watford traf. Am 3. März 2013 erzielte Le Fondre den Siegtreffer gegen den FC Millwall, was Reading den sechsten Sieg in Folge bescherte. Am 6. April erzielte er einen späten Doppelpack, als Reading Leeds United mit 2:0 besiegte und damit an die Spitze der Zweitligatabelle brachte. Am 13. April erzielte er zwei Tore, als Reading den Aufstiegsrivalen FC Southampton mit 3:1 besiegte, was Readings Chancen auf einen Wiederaufstieg in die Premier League deutlich erhöhte. Als Tabellenerster stieg Reading schließlich auf. Le Fondre steuerte dabei 12 Tore in 34 Spielen bei.
Am 18. August 2012 erzielte er bei seinem Premier-League-Debüt, einem 1:1-Heimremis gegen Stoke City ein Tor. Am 17. November 2012 verhalf er Reading zum ersten Saisonsieg in der Premier League, als er beide Tore bei einem 2:1-Sieg über den FC Everton erzielte. Le Fondres nächstes Tor fiel bei in einer 3:4-Heimniederlage gegen Manchester United am 1. Dezember. Le Fondre traf am 17. Dezember auch gegen den FC Arsenal, doch Reading wurde mit 5:2 besiegt und blieb am Ende der Premier-League-Tabelle. Beim 3:1-Sieg gegen Crawley Town im FA Cup am 5. Januar 2013 erzielte er zwei Tore, und eine Woche später gegen West Bromwich Albion in der Liga eines. Le Fondres gute Form setzte sich fort, als er am 19. Januar 2013 zwei Tore gegen Newcastle United erzielte, nachdem er in diesem Spiel eingewechselt worden war. Am 30. Januar 2013 brachte er Reading im Alleingang nach einem 0:2-Rückstand zum Unentschieden gegen den FC Chelsea zurück und sicherte Reading einen dringend benötigten Punkt im Kampf gegen den Abstieg.
Die fünf Tore von Le Fondre im Januar verhalfen ihm und Reading zu seiner ersten Auszeichnung als Premier-League-Spieler des Monats überhaupt. Nach seinen beiden Toren gegen Chelsea am 30. Januar war Le Fondre in einer Torflaute, die er am 4. Mai beendete, als er bei einem 4:2-Auswärtssieg beim FC Fulham traf. Er erzielte auch ein Tor bei der 2:4-Niederlage gegen West Ham United am letzten Spieltag der Saison. Damit beendete Le Fondre die Saison mit 12 Toren in 34 Premier League Spielen. Obwohl Le Fondre in der Erstligasaison 2012/13 die gleiche Torausbeute wie in der zweiten Liga Beisteuerte (12 Tore) stieg er mit Reading als Vorletzter ab.
Am 3. August 2013 erzielte Le Fondre am 1. Spieltag der neuen Zweitligasaison zu Hause gegen Ipswich Town ein Tor, das mit einem 2:1-Sieg endete. Le Fondre erzielte am 18. und 28. Januar 2014 zwei aufeinanderfolgende Heim-Hattricks gegen die Bolton Wanderers und den FC Blackpool. Er beendete die Saison mit 15 Toren aus 38 Ligaspielen. Nachdem er mit Reading den Wiederaufstieg verpasst hatte, unterzeichnete er am 28. Mai 2014 einen Dreijahresvertrag beim Ligakonkurrenten Cardiff City für eine Ablösesumme von ca. 3 Millionen Pfund. Le Fondre gab sein Debüt in Cardiff am 8. August 2014 gegen die Blackburn Rovers bei einem 1:1-Unentschieden im Eröffnungsspiel der Saison 2014/15. Sein erstes Tor für Cardiff erzielte er am 21. Oktober 2014 beim 3:1-Heimsieg über Ipswich Town. Bis zum Jahresende folgten zwei weitere Tore gegen Watford.

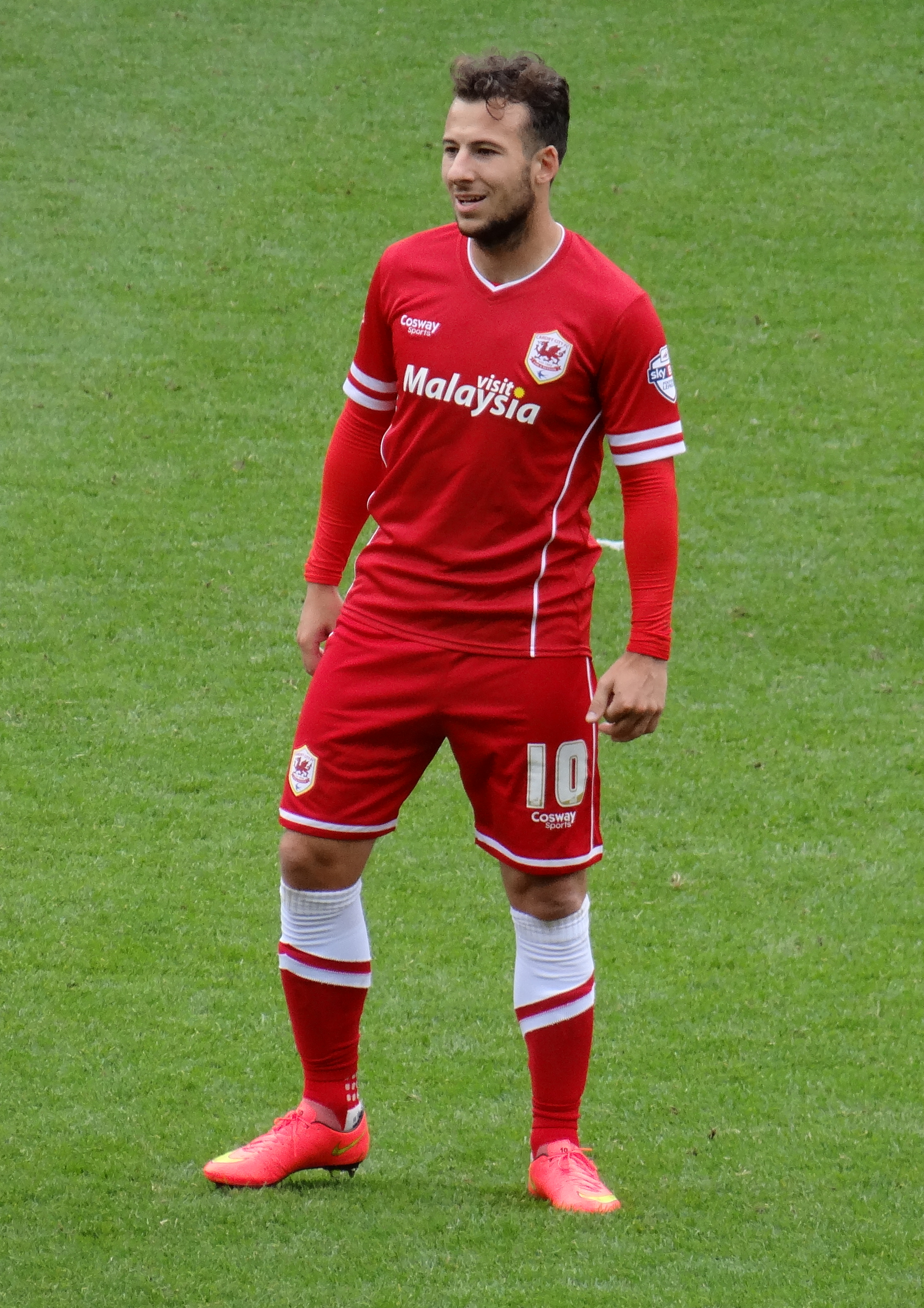
Le Fondre bei Cardiff

Am 26. Januar 2015 wechselte Le Fondre innerhalb der zweiten Liga für den Rest der Saison auf Leihbasis zu den Bolton Wanderers. Sein erstes Tor für Bolton erzielte er in seinem dritten Spiel bei einem 3:1-Sieg gegen Fulham. Le Fondre erzielte in seinen ersten zehn Spielen für Bolton fünf Tore darunter einem Doppelpack bei Boltons 2:0-Heimsieg gegen Millwall am 14. März 2015. Er beendete die Saison als Boltons bester Torschütze mit acht Toren.
Am 3. August 2015 wechselte Le Fondre auf Leihbasis zu den Wolverhampton Wanderers. Am 29. August 2015 erzielte Le Fondre sein erstes Tor für die Wolves gegen Charlton Athletic. Le Fondre bestritt 26 Spiele für die Wolves, davon 16 als Einwechselspieler, und erzielte dabei 3 Tore. Ab August 2016 war Le Fondre für sechs Monate in der Saison 2016/17 auf Leihbasis bei Wigan Athletic aktiv. In 12 Spielen gelang ihm ein Tor gegen Wolverhampton. Im Januar 2017 wurde Le Fondre weiter zu den Bolton Wanderers verliehen die mittlerweile in der dritten Liga spielten. In der Rückrunde traf der Stürmer in 17 Partien achtmal und verhalf dem Verein zum Aufstieg. Am 6. Juni 2017 bestätigte Bolton, das Le Fondre mit einem Zweijahresvertrag und einer Option auf eine Verlängerung um ein Jahr transferiert wurde. In der Saison 2017/18 verhalf er mit sieben Toren zum Klassenerhalt.
Am 17. August 2018 wechselte Le Fondre nach Australien zum Sydney FC, nachdem er drei Tage zuvor seinen Vertrag mit Bolton aufgelöst hatte. In der A-League-Saison 2018/19 gewann er mit seinem neuen Verein das Grand Final um die australische Meisterschaft, und beendete die Saison als zweitbester Torschütze der Liga hinter Roy Krishna. Ein Jahr später wurde er erneut Meister mit Sydney. Am 7. Oktober 2020 wechselte Le Fondre auf Leihbasis in die Indian Super League zum Mumbai City FC. Im April 2021 unterzeichnete Le Fondre einen neuen Zweieinhalbjahresvertrag in Sydney.
Le Fondre unterzeichnete am 16. Juni 2023 einen Einjahresvertrag beim schottischen Erstligisten Hibernian Edinburgh.